# Белграно (департамент)
Белграно е департамент в Аржентина, разположен в провинция Санта Фе с обща площ 2386 км2 и население 41 449 души (2001). Главен град е Лас Росас.

## Административно деление
Департамента е съставен от 6 общини.